# Paulin
Paulin là một xã của Pháp, nằm ở tỉnh Dordogne trong vùng Aquitaine của Pháp. Paulin có diện tích 11,43 km2, dân số năm 2005 là 263 người.

## Thông tin nhân khẩu
| Năm    | 1962 | 1968 | 1975 | 1982 | 1990 | 1999 | 2005 |
| ------ | ---- | ---- | ---- | ---- | ---- | ---- | ---- |
| Dân số | 349  | 346  | 293  | 269  | 258  | 268  | 263  |